# 71-607
КТМ-7 (71-607 відповідно до Єдиної нумерації вагонів) — проєкт шестивісного двосекційного високопідлогового моторного трамвайного вагона, що розроблявся наприкінці 1970-х — на початку 1980-х років  Усть-Катавським вагонобудівним заводом.

## Історія створення
У 1979 році, через 9 років після невдалої спроби створення зчленованого вагона (КТМ-5С), конструкторське бюро УКВЗ під керівництвом головного конструктора А. В. Федотова, а також за підтримки конструкторів ВНДІ вагонобудування повертається до ідеї створення шестивісного зчленованого трамвайного вагона. До кінця 1970-х років закордонні виробники трамваїв починають освоювати виробництво низькопідлогових вагонів. Враховуючи цей факт, конструкторське бюро розпочинає розробку проєкту та складання креслень нового напівнизькопідлогового шестивісного зчленованого двосекційного вагона, що отримав заводський індекс 71-607. Вагон був призначений для експлуатації на лініях швидкісного трамвая.

## Опис моделі
Проєкт зчленованого вагона 71-607 передбачав велику кількість нових технічних рішень: новий дизайн кузова, низьку підлогу в проході між рядами сидінь, унікальну конструкцію візків. Технічний проєкт нового зчленованого вагона був складений до кінця 1979 року і частково перероблений в 1980 року (зміни стосувалися, зокрема, дизайну кузова).

## Подальша доля
Через негативне ставлення до низькопідлогового пасажирського транспорту керівників Міністерства загального машинобудування СРСР роботу над проєктом було припинено. Вагон 71-607 так і не був реалізований в металі.